# Caernarfon
Caernarfon è una città reale nel nord ovest del Galles. La forma gallese è ora usata al posto della forma anglicizzata Caernarvon o Carnarvon, ma il titolo nobile di Conte di Carnarvon, derivato della città, usa sempre la forma inglese.

## Geografia
Caernarfon sorge lungo le rive dello stretto di Menai, un sottile braccio di mare che separa il Galles dall'isola di Anglesey.

## Storia
Il nome deriva dal gallese Caer yn Arfon (castello in Arfon), che risale al forte romano di nome Segontium. Arfon significa "regione di fronte ad Anglesey". Nel 1221 uno statuto concesso ai canonici della prioria di Penmon, ad Anglesey, da parte di Llywelyn il Grande, riporta Kaerinarfon , e Brut y Tywysogion usa le forme Kaerenarvon e Caerenarvon. Una alternativa proposta più recentemente fa derivare il nome da Caer Seiont. Dove Caer Aber Sei(o)n(t) ("forte sull'estuario del fiume Seiont") nel racconto medievale Breuddwyd Maxen, detta anche Caer Gystennin ("castello di Costantino"; Costantinopoli).
Caernarfon è una tradizionale città di contea appartenente al Caernarfonshire.
L'ex municipal borough venne designato come royal borough nel 1963. Il borough venne abolito dal Local Government Act 1972 nel 1974, e lo stato di "città reale" venne concesso alla comunità che gli successe.
La popolazione di Caernarfon costituisce la maggiore comunità di lingua gallese di tutto il Galles. Secondo il censimento del 2001, l'86,1% della popolazione è in grado di parlare gallese, con una maggiore percentuale concentrata nella fascia di età 10-14 anni, con il 97,7%. La città è oggi un punto di raduno per la causa del nazionalismo gallese. Nel 1911, David Lloyd George, allora deputato parlamentare del borough, concepì l'idea di tenere l'investitura del nuovo Principe di Galles nel Castello di Caernarfon, credendo che ciò avrebbe aiutato a calmare le opinioni nazionaliste, incitando al tempo stesso un sentimento patriottico più britannico. La cerimonia si svolse il 13 luglio, con la famiglia reale che compì una delle rare visite al principato, e il futuro re Edoardo VIII puntualmente investito.
Il 1º luglio 1969, la cerimonia di investitura venne nuovamente tenuta al Castello di Caernarfon, questa volta a riceverla fu Carlo, Principe di Galles. Nonostante proteste e minacce nazionaliste, la cerimonia si svolse senza incidenti, ad eccezione di due membri del Mudiad Amddiffyn Cymru (Movimento di Difesa Gallese), Alwyn Jones e George Taylor, che rimasero uccisi quando la loro bomba - che doveva essere piazzata sulla linea ferroviaria ad Abergele, allo scopo di fermare il treno reale - esplose prematuramente.

## Monumenti e luoghi d'interesse
La città è meglio conosciuta per le grandi pietre del castello, fatto erigere da Edoardo I d'Inghilterra e conseguentemente percepito come il simbolo della dominazione inglese. L'architetto di Edoardo, James of St. George, prese ad esempio le mura di Costantinopoli, probabilmente era informato del nome gallese Caer Gystennin; inoltre, Edoardo fu un sostenitore della causa delle crociate. Sul livello più alto ai margini della città, si trovano i resti di una occupazione precedente, il forte romano di Segontium.

## Società
Gli abitanti di Caernarfon sono noti colloquialmente come "Cofis" (pronunciato comeIPA ˈkɒvi). Il termine "Cofi" viene usato localmente a Caernarfon anche per descrivere il dialetto locale, che è una miscela abbastanza peculiare di gallese e inglese, che scambia a casaccio parole e costrutti grammaticali.

## Cultura

### Eventi
Caernarfon ha ospitato il National Eisteddfod nel 1862, 1894, 1906, 1921, 1935, 1959 e 1979. Si svolsero anche dei National Eisteddfod non ufficiali nel 1877 e 1880.

### Istruzione

#### Musei
- Museo reggimentale dei Royal Welch Fusiliers (Welch è una forma arcaica inglese della parola Welsh, gallese).

## Infrastrutture e trasporti
La stazione ferroviaria di Caernarfon, in St. Helen's Road, è il terminale settentrionale della Welsh Highland Railway (a scartamento ridotto). Caernarfon fu un tempo un importante porto, da cui veniva esportata l'ardesia proveniente dalle cave della Nantlle Valley. L'Aeroporto di Caernarfon, 7 km a sud-ovest, offre voli turistici e un museo dell'aviazione.
Caernarfon ha un piccolo porto e una spiaggia a Victoria Harbour.
Il più vecchio pub di Caernarfon è il Black Boy Inn.

## Amministrazione
- Landerneau

## Sport
Ha una squadra calcistica locale, il Caernarfon Town Football Club, che milita attualmente nella Welsh Premier League.